# Couvent des Franciscains de Lunden
Le couvent des Franciscains de Lunden est une ancienne abbaye franciscaine à Lunden, dans l'archidiocèse de Hambourg.

## Histoire
Après la victoire de la bataille de Hemmingstedt le 17 février 1500, les habitants de la Dithmarse, conformément à un vœu de 1502, fondent un couvent de bénédictines sur le site de la bataille et le dotent richement. Il n'est pas clair d'après les sources pourquoi exactement ce couvent fut dissout et pourquoi il fut reconsacré en tant que monastère franciscain et déplacé à Lunden. En tout cas, le prévôt de la cathédrale de Hambourg, Joachim von Klitzing, autorise la conversion en 1513 et le pape Léon X la confirme en 1517. Les bâtiments inachevés à Hemmingstedt sont démolis et les matériaux de construction transportés à Lunden. On ne sait pas dans quelle mesure les plans de construction du nouveau monastère de Lunden pourraient être pleinement réalisés dans la courte période d'existence du monastère. Les bâtiments du monastère ne sont mentionnés que lorsqu'un mur du réfectoire s'est effondré lors d'une tempête en 1520. L'église Saint-Laurent de Lunden (de), église paroissiale, romane qui date de la fin du XIIe siècle, est rapidement reconstruite pour être utilisée par les frères franciscains dans leurs offices. On distingue bien l'extension du chœur gothique en briques, construit vers 1470 avec des moellons.
Lunden ne remplit pas la condition pour l'établissement d'un monastère mendiant, à savoir être une ville. Ce n'est qu'en 1529 que le village reçoit le Privilège urbain. Selon le chroniqueur Neocorus, Lunden veut avoir une position dans la Dithmarse face à Meldorf, qui accueille un couvent (de) dominicain depuis le début du XIVe siècle. Les frères franciscains observateurs qui habitent le nouveau monastère sont recrutés à l'extérieur du pays. En 1520, le monastère intègre la nouvelle province franciscaine saxonne.
Le 6 décembre 1524, Augustinus Torneborch, le prieur du couvent dominicain de Meldorf, et le prieur du Couvent dominician Saint-Jean de Hambourg (de) se rencontrent dans le réfectoire du couvent franciscain de Lunden pour savoir comment s'opposer à Henri de Zutphen, un ancien ermite augustinien devenu prédicateur luthérien. Selon Neocorus, le plan du prieur de Meldorf d'agresser et d'assassiner Zütphen séduit les moines ; cependant, il convient de noter que Neocorus (1559-1630), en tant que pasteur luthérien de Büsum, est très critique à l'égard de l'ordre.
Les frères franciscains de Lunden sont mentionnés pour la dernière fois en 1531, année à partir de laquelle le chroniqueur local Johann Russe (de) (mort en 1555) rapporte un meurtre dans la cour du monastère. Le 14 avril 1532, on donne dans l'église Saint-Laurent de Lunden la première messe en langue allemande, conformément à la liturgie protestante. Le 31 mai 1533, un sermon luthérien a lieu pour la première fois dans l'église de Lunden. À cette époque, les frères avaient probablement déjà quitté le couvent. Les bâtiments sont démolis en 1539. En dehors du chœur agrandi de l'église, aucune trace visible n'a survécu.